# Маслєнніков Дмитро Андрійович
Дмитро Андрійович (Діма) Масленніков — російський відеоблогер, музикант, автор-виконавець, ресторатор (у минулому), телеведучий. На відеохостингу YouTube публікує відеоролики в таких жанрах, як полювання за привидами, екстрим-відео і розваги, а також восени 2019 року завів влоговий канал під назвою «Просто Масло», на який, станом на червень 2024 року, не завантажує відео. Входить до топ-12 найбагатших блогерів Ютубу в Росії.

## Біографія
Народився 21 грудня 1994 року в Усть-Катав в Челябінської області в сім'ї фізика-ядерника Андрія Масленнікова і юриста Наталії Масленникової. Пізніше переїхав до Москва разом зі своїм братом Артемом. Сім'я також перебралася до столиці. Закінчив московську школу № 1384 імені А. А. Леманського з математичним ухилом. У 2016 році закінчив Фінансовий університет при Уряді РФ за спеціальністю «фінансовий інжиніринг», але в цей же час зрозумів, що це його не цікавить.

### Кар'єра
Діяльність розпочав у 2014 році, тоді ж створив канал на YouTube. Форматом каналу обрав огляди, лайфхаки, а також різноманітні містичні та експериментальні відео. У 2020 році його занесли до списку найбільш високооплачуваних блогерів Росії, складеного Анастасією Ляліковою з Forbes. Річний заробіток блогера склав 780 000 $.

## Участь у проектах

### 2014—2015
У 2014—2015 роках був ведучим власного шоу «Погнали Шоу», де ділився лайфхаками та рецептами. Пізніше, був ведучим іншого шоу «101 справа»

### 2016 рік
У 2016 році вийшов новий проект Діми Масленнікова під назвою «GhostBuster», де він відвідує моторошні та загадкові місця. Наприклад, Ховринську лікарню на території Москви

### 2018 рік
У 2018 році Масленніков запросив для участі у своєму проєкті співака Єгора Кріда, де вони разом відвідали закинутий кінотеатр у Іспанії

### 2020 рік
У 2020 році відкрив нову рубрику з назвою «Екстремальні хованки».
Крім того, Масленніков займався розслідуванням загадкової загибелі дев'яти туристів на схилі гори Холатчахль в Свердловській області, яка сталася на початку 1959 року. Свої дослідження він опублікував як проект «Перевал Дятлова». У ньому були використані фрагменти телесеріалу «Перевал Дятлова» з телеканалу ТНТ, а також ексклюзивні закриті матеріали кримінальної справи 1959 року, надані засновником і директором громадського фонду пам'яті дятловців Юрієм Кунцевичем.

### 2021 рік
У 2021 році Діма Масленніков був запрошений на шоу «Вечірній Ургант»

### 2022 рік
У 2022 році взяв участь у шоу «Двоє на мільйон» спільно з Артуром Бабичем і «Імпровізація», а також став ведучим телепередачі «Чорний список».

### 2023 рік
У 2023 році спільно з Василієм Артем'євим став ведучим шоу «Суперніндзя» на СТС.

## Фільмографія

### Ролі в кіно
- 2023 — Галустян+

### Дубляж
| Рік  | Російська назва | Оригінальна назва | Роль    |
| ---- | --------------- | ----------------- | ------- |
| 2016 | Тролі           | Trolls            | Тополёк |

## Нагороди і номінації
| Рік  | Премія                          | Номінація       | Результат | Прим. |
| ---- | ------------------------------- | --------------- | --------- | ----- |
| 2019 | Glamour Influencers Awards 2019 | #glam_безграниц |           | [ 9 ] |